# Temenużka Petkowa
Temenużka Petrowa Petkowa, bułg. Теменужка Петрова Петкова (ur. 18 stycznia 1967 w Sofii) – bułgarska finansistka, urzędnik państwowy i polityk, w 2014 wiceminister finansów, w latach 2014–2017 i 2017–2021 minister energetyki, od 2025 minister finansów.

## Życiorys
Ukończyła studia z zakresu rachunkowości na Uniwersytecie Gospodarki Narodowej i Światowej w Sofii. Odbywała praktyki w zakresie audytu i kontroli finansów publicznych w ministerstwach finansów Irlandii, Wielkiej Brytanii i Portugalii. Pracowała jako biegły rewident, następnie w państwowych inspekcjach finansowych. W 2007 została dyrektorem działu w ADFI, agencji odpowiedzialnej za inspekcję finansową. W latach 2010–2013 pełniła funkcję dyrektora ADFI.
W 2014 zajmowała stanowisko wiceministra finansów w przejściowym gabinecie, którym kierował Georgi Bliznaszki. W listopadzie 2014 z rekomendacji partii GERB powołana na ministra energetyki w drugim rządzie Bojka Borisowa. Zakończyła urzędowanie w styczniu 2017. W marcu tego samego roku jako kandydatka ugrupowania premiera uzyskała mandat posłanki do Zgromadzenia Narodowego 44. kadencji. W maju 2017 otrzymała ponownie nominację na ministra energetyki w trzecim gabinecie lidera partii GERB, funkcję tę pełniła do maja 2021.
W kwietniu 2021, lipcu 2021, listopadzie 2021, październiku 2022, kwietniu 2023, czerwcu 2024 i październiku 2024 z powodzeniem ubiegała się o poselską reelekcję na kolejne kadencje.
W styczniu 2025 została ministrem finansów w utworzonym wówczas rządzie Rosena Żelazkowa. W marcu 2025 unieważniono jej wybór na deputowaną w wyborach z października 2024 (Temenużka Petkowa nie wykonywała wówczas mandatu w związku z pełnieniem funkcji rządowej).